# Rajmund Rembieliński
Rajmund Rembieliński (født september 1775 i Warszawa, død 12. februar 1841 i Łomża), var en politisk og økonomisk forkæmper i perioden, hvor Kongres-Polen havde selvstyre. Han var blandt andet præsident i Kongres-Polens Sejm fra 13. september til 13. oktober 1820 og formand for Det masoviske voivodskabs kommission. 
Rembieliński var med til at grundlægge de polske republikaneres forening i 1798 og var én af hoveddrivkræfterne bag opbygningen af tekstilindustrien i nærheden af Łódź. 
Rajmund var søn af Stanisław Rembieliński og Marianna Łęczyńska. Han var gift med Agnieszka Helena Opacka, men blev senere skilt. Hans anden kone var Antonina Weltz, som han havde to sønner med: Aleksander og Eugeniusz.